# مسرح مارسيلوس
مسرح مارسيلوس (باللاتينية: Theatrum Marcelli)‏، (بالإيطالية: Teatro di Marcello)‏، هو مسرح قديم في الهواء الطلق في روما، إيطاليا، بُني في السنوات الأخيرة من الجمهورية الرومانية. تمكن السكان المحليون والزوار على حد سواء في المسرح من مشاهدة عروض الدراما والأغاني. واليوم، يقدم صرحها القديم في ريون سانت أنجيلو بروما، مرة أخرى واحدة من العديد من المعالم السياحية أو المواقع السياحية الشهيرة في المدينة.

## خصائص
قطر المسرح 111 م وكان أكبر وأهم مسرح في روما القديمة، يمكن أن يستوعب في الأصل ما بين 11 000 إلى 20 000 متفرج لقد كان مثالًا مثيرًا للإعجاب لما كان سيصبح أحد أكثر الأشكال المعمارية الحضرية انتشارًا في العالم الروماني. بُني المسرح بشكل أساسي من التوف، والخرسانة التي تواجهها الحجارة في النمط المعروف باسم أوبوس راتيكولاتوم، مغمد بالكامل في الترافرتين الأبيض. يعد المسرح أيضًا أقدم مبنى في روما قابل للاستفادة من الطوب الروماني الذي تم إطلاقه، والذي يعتبر تقدمًا جديدًا عن العالم اليوناني.
كانت شبكة الأقواس والممرات والأنفاق والسلالم التي أتاحت الوصول إلى التصميمات الداخلية لمثل هذه المسارح الرومانية مزينة عادةً بشاشة من الأعمدة بتصاميم يونانية: دوريية في القاعدة، أيونية في المنتصف. من المعتقد أن أعمدة كورنثية كانت تستخدم للمستوى العلوي ولكن هذا غير مؤكد حيث أُعيد بناء المسرح في العصور الوسطى، مما أدى إلى إزالة الطبقة العليا من المقاعد والأعمدة.
مثل المسارح الرومانية الأخرى الموجودة في مواقع مناسبة، كان لها فتحات يمكن من خلالها رؤية البيئة الطبيعية، في هذه الحالة جزيرة التيبر إلى الجنوب الغربي. الإعداد الدائم، scaena، ارتفع أيضا إلى أعلى cavea كما هو الحال في المسارح الرومانية الأخرى.

## تاريخ

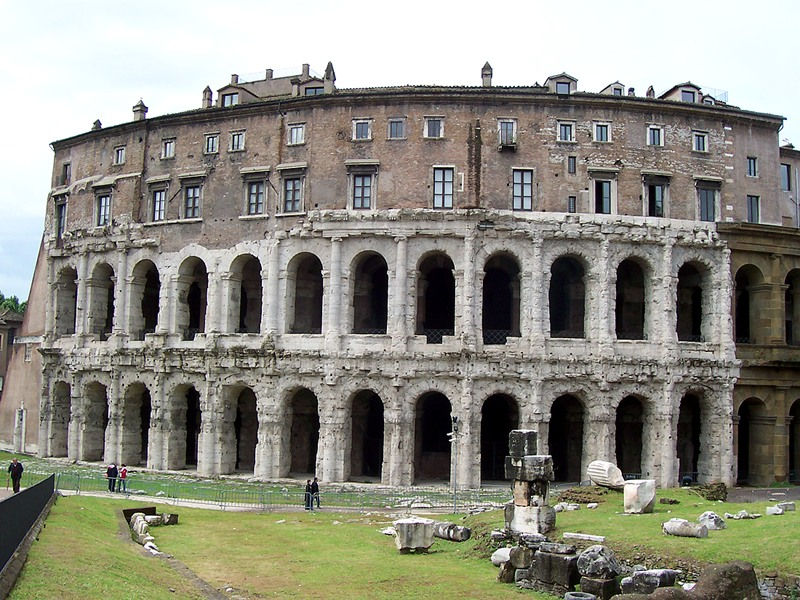
نهاية القسم، تظهر في وقت لاحق إعادة التطوير

مُسحت المساحة المخصصة للمسرح من قبل يوليوس قيصر، الذي قتل قبل البدء في بنائه؛ تطور المسرح بدرجة كافية بحلول عام 17 قبل الميلاد، حيث حدث جزء من الاحتفال بالألعاب القديمة داخل المسرح ؛ تم الانتهاء منه في 13 قبل الميلاد وافتتح رسميا في 12 قبل الميلاد من قبل أغسطس، سميت على اسم ابن أخيه ماركوس كلوديوس مارسيلوس الذي توفي في 23 قبل الميلاد.
توقف استخدام المسرح في أوائل القرن الرابع، وكان المبنى بمثابة محجر، على سبيل المثال، بونس سيستيوس في 370 م. ومع ذلك، رُممت التماثيل الموجودة داخل المبنى من قِبل بترونيوس ماكسيموس في عام 421 وما زال المبنى المتبقي يضم مباني سكنية صغيرة. في العصور الوسطى المبكرة، كان المسرح يستخدم كحصن لفابيا، ثم في نهاية القرن الحادي عشر (عندما كان يعرف باسم تيمبلوم مارشيلي)، بواسطة بير ليوني ورثته لاحقًا (بيرليوني). وبهذا أُنقذ المجمع من مزيد من الدمار. عقد سافيلى في القرن الثالث عشر. في وقت لاحق، في القرن السادس عشر، بُني سكن أورسيني، الذي صممه بالداساري بيروتزي، على أنقاض المسرح القديم. بحلول القرن التاسع عشر، كان على ارتفاع مستوى الشارع يعني أن نصف الطابق الأرضي تقريبًا كان تحته.
الآن تنقسم الطوابق العليا إلى شقق متعددة، واستخدمت المناطق المحيطة بها كمكان لحفلات موسيقية صيفية صغيرة ؛ يقع بورتيكو دي أوتافيا في الشمال الغربي المؤدي إلى الحي اليهودي الروماني والتيبر إلى الجنوب الغربي.
في القرن السابع عشر، أقر المهندس الإنجليزي السير كريستوفر ورين بوضوح أن تصميمه لمسرح شيلدونيان في أكسفورد تأثر بنقش سيرليو لمسرح مارسيلوس.

## نسخ
يوجد نموذج بسلم 1: 100 من المسرح في الغرفة IX في متحف الحضارة الرومانية (Museo della Civiltà Romana) في روما.

## معرض صور

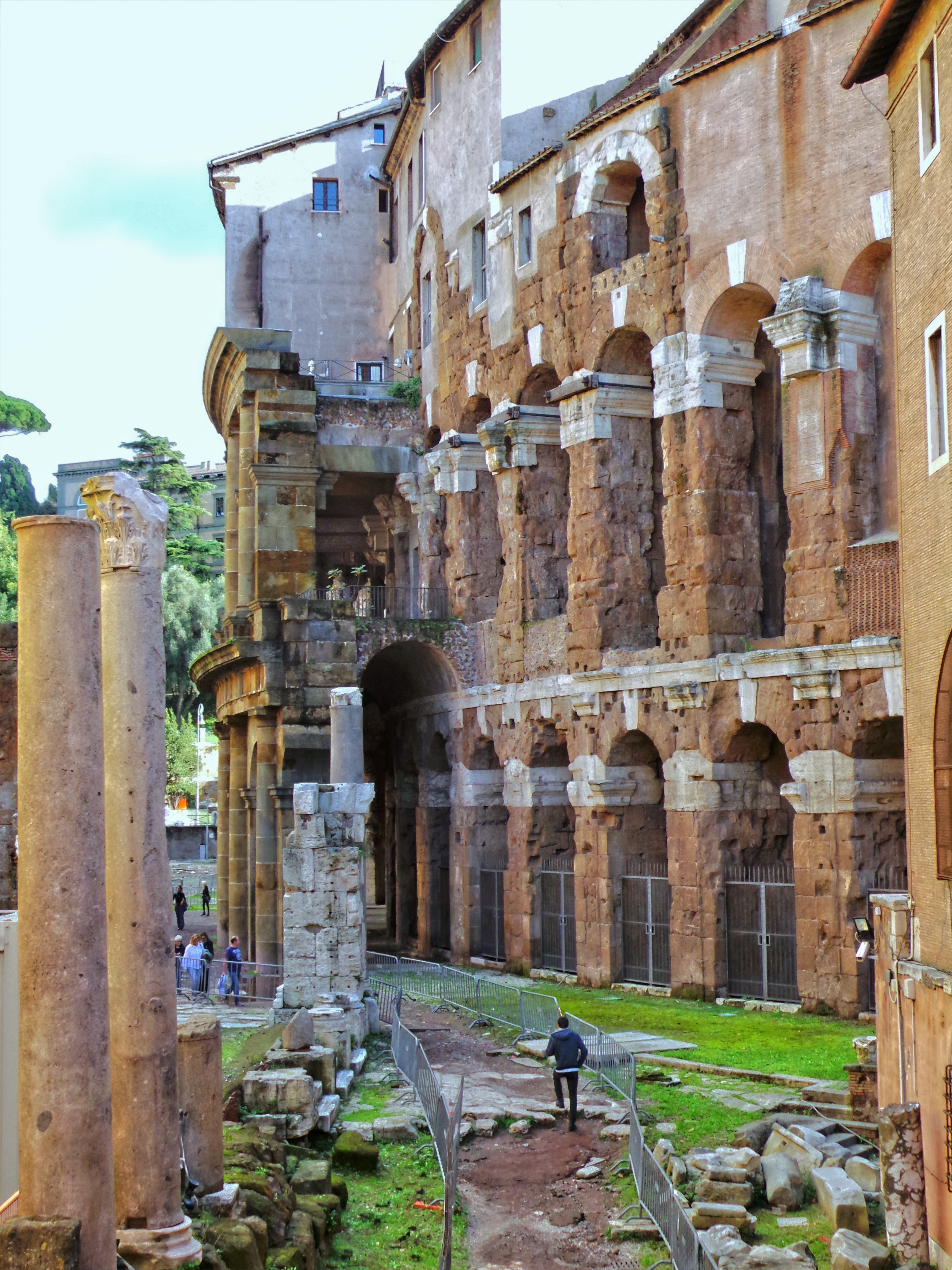
جدار الممرات مكشوف
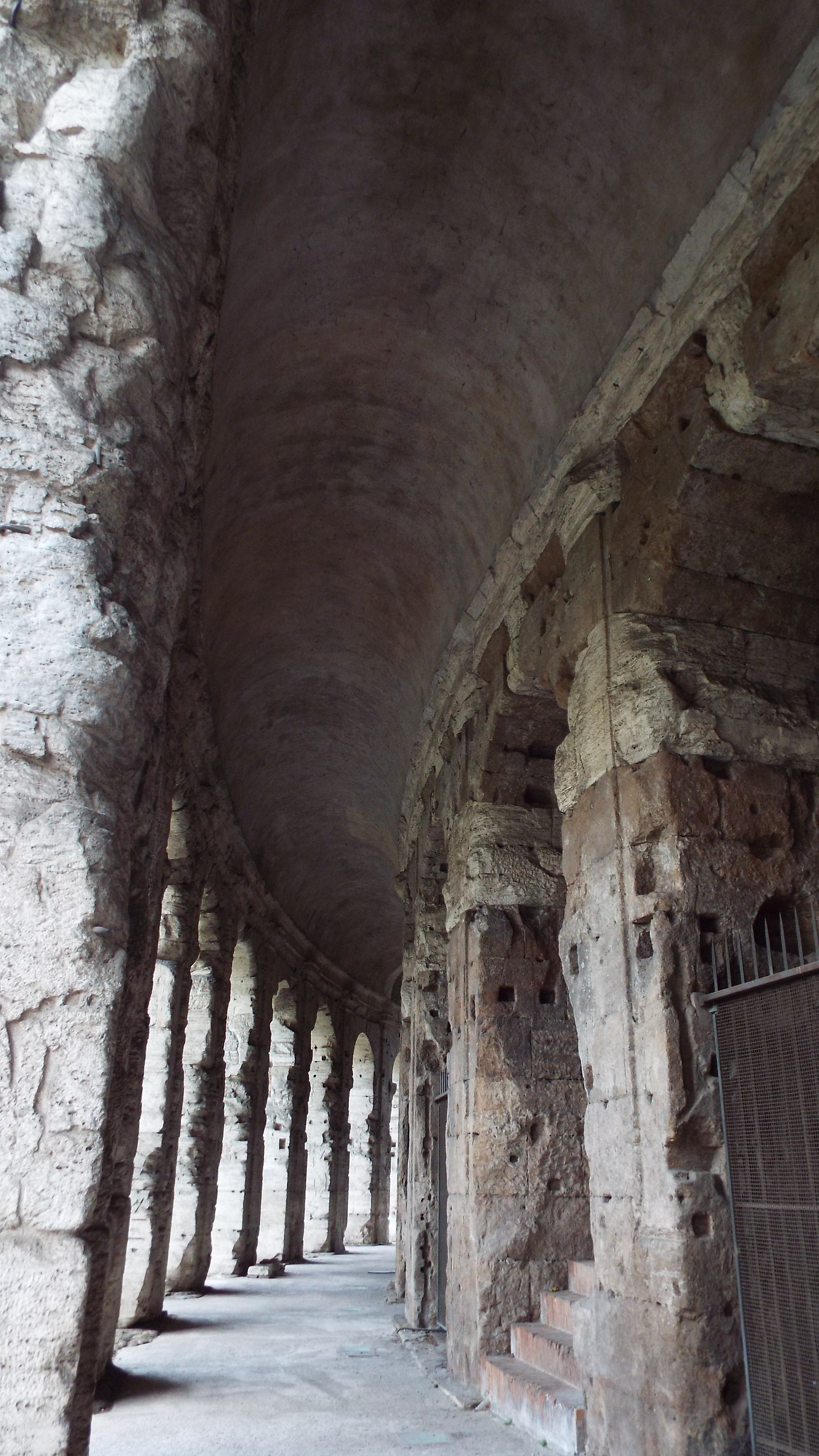
على طول الأروقة
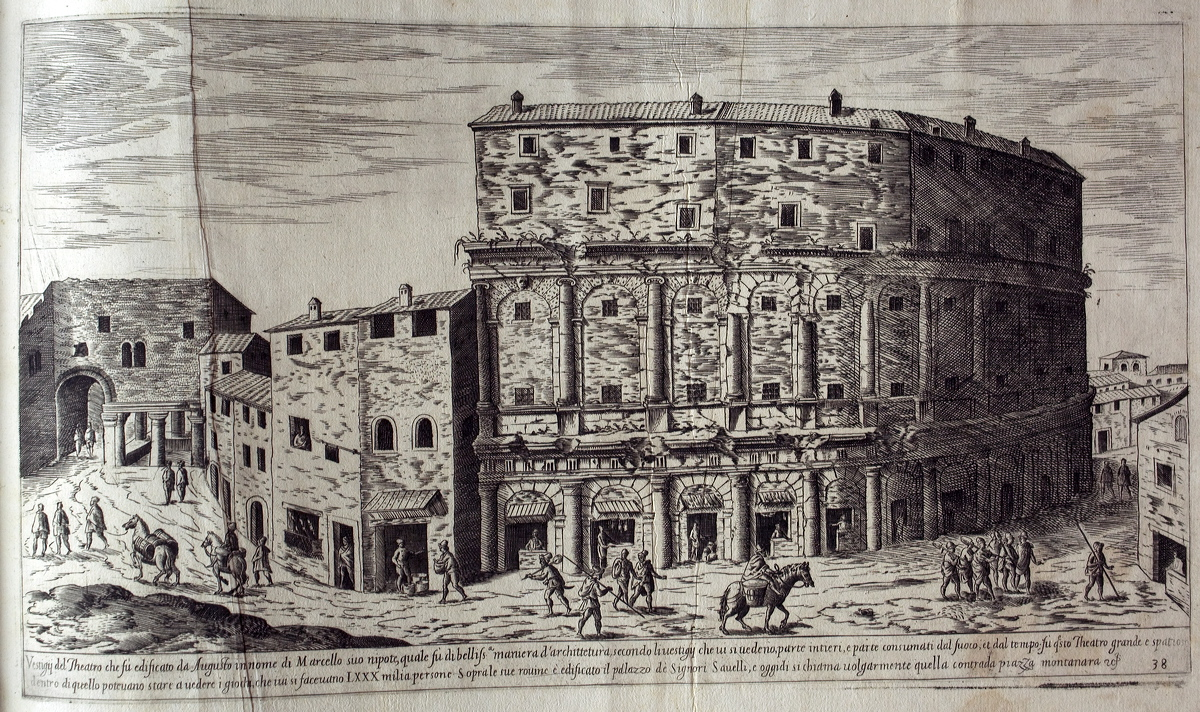
المظهر في 1575
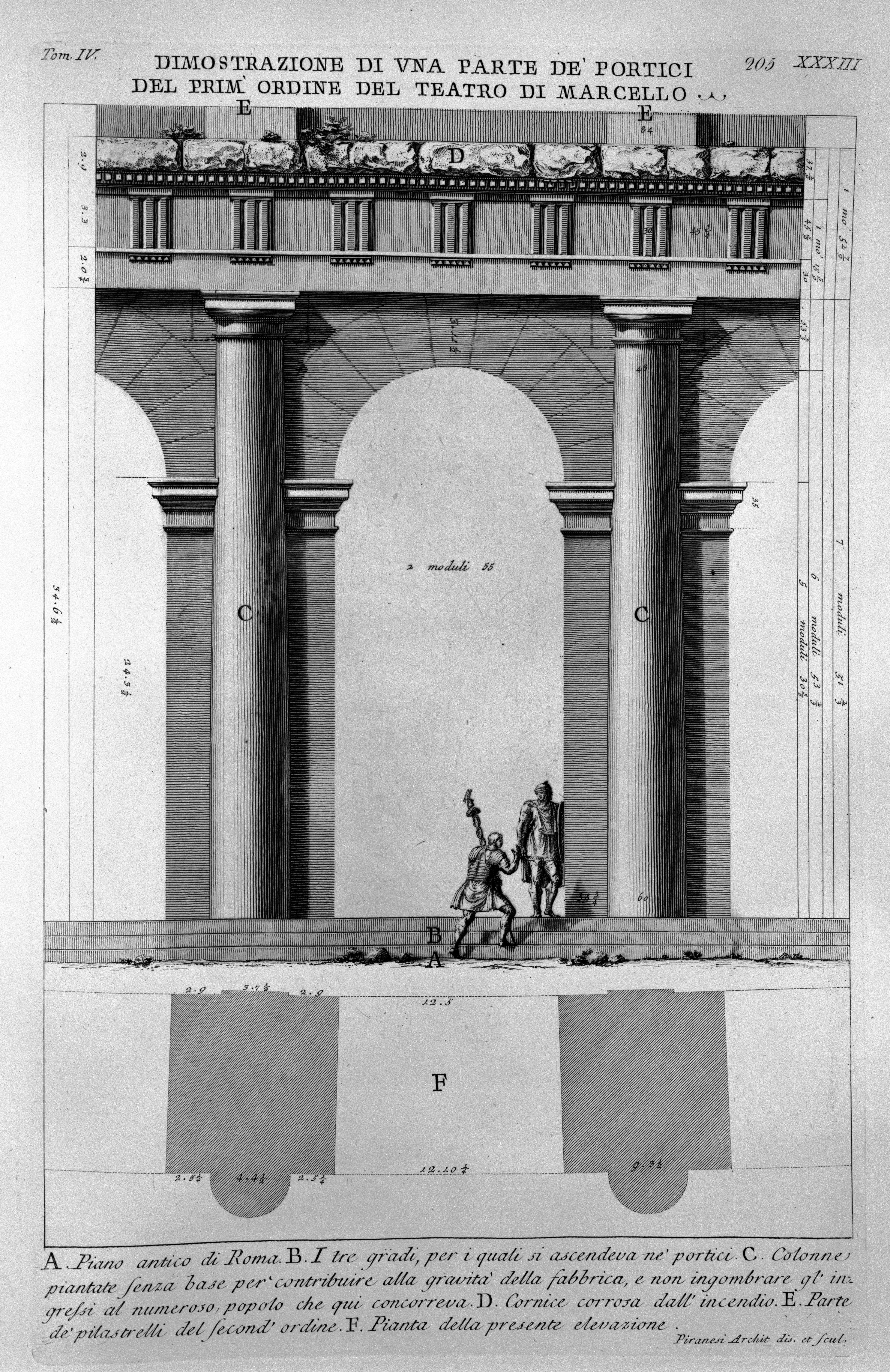
النقش من خليج دوريك جوفاني باتيستا بيرانيزي

## روابط خارجية
- عالية الدقة 360 درجة الإستعراضات وصور مسرح مارسيلوس | أطلس الفن